# Madison County (Illinois)
Das Madison County ist ein County im US-amerikanischen Bundesstaat Illinois. Im Jahr 2010 hatte das County 269.282 Einwohner und eine Bevölkerungsdichte von 143,4 Einwohnern pro Quadratkilometer. Der Verwaltungssitz (County Seat) ist Edwardsville.
Das Madison County liegt im Metro-East genannten östlichen Teil der Metropolregion Greater St. Louis um die Stadt St. Louis im benachbarten Missouri.

## Geografie
Das County liegt im Südwesten von Illinois, wobei im Westen des Countys der Mississippi die natürliche Grenze zum Staat Missouri bildet. Es hat insgesamt eine Fläche von 1918 Quadratkilometern, wovon 40 Quadratkilometer Wasserfläche sind. An das Madison County grenzen folgende Nachbarcountys:
| Jersey County                                                                    | Macoupin County                             | Montgomery County |
| St. Charles County (Missouri) St. Louis County (Missouri) St. Louis (Missouri) 1 | Kompassrose, die auf Nachbargemeinden zeigt | Bond County       |
|                                                                                  | St. Clair County                            | Clinton County    |

## Geschichte

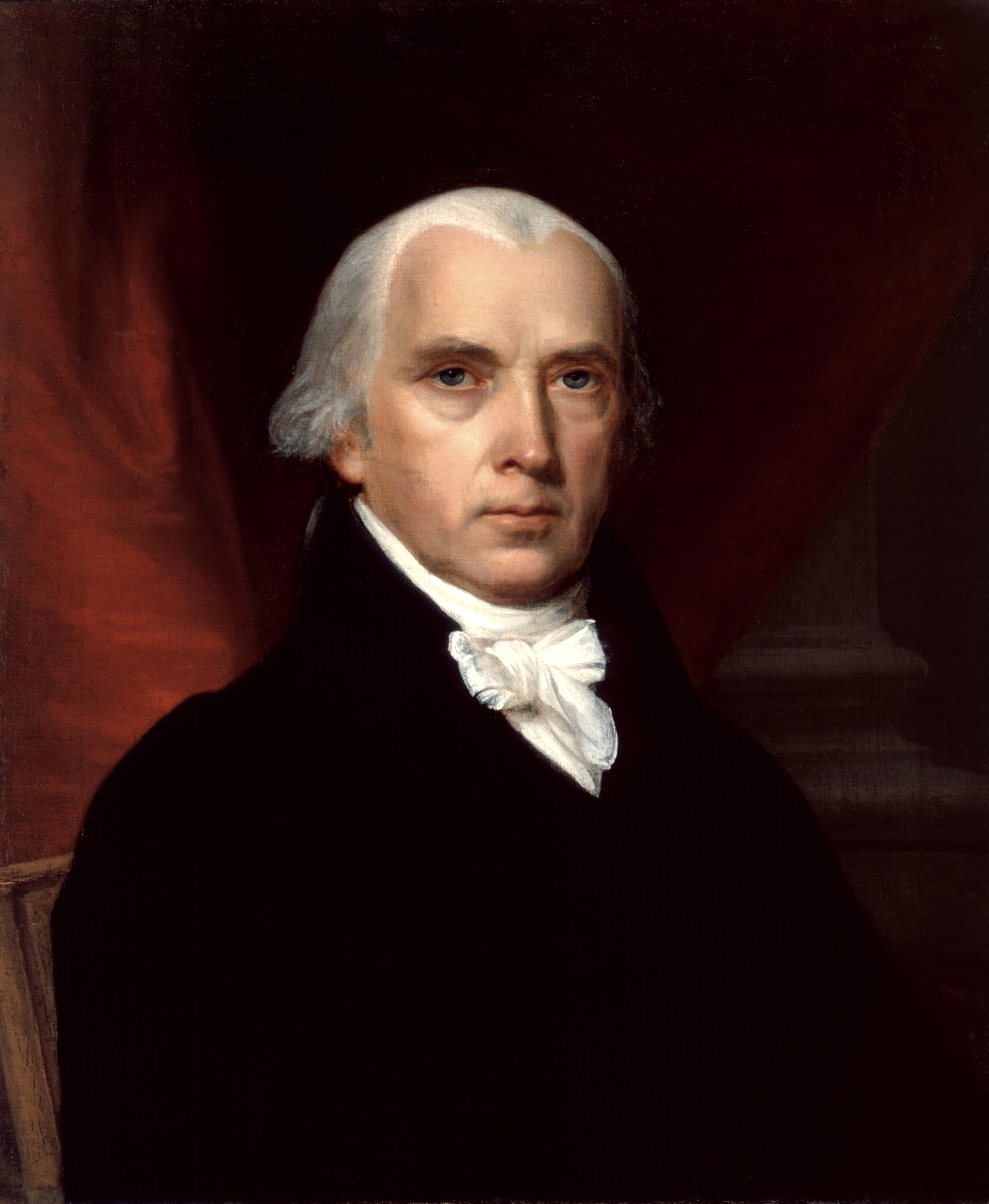
James Madison

Das Madison County wurde am 14. September 1812 aus dem St. Clair und dem Randolph County gebildet. Benannt wurde es nach James Madison (1751–1836), dem vierten Präsidenten der USA (1809–1817).

### Territoriale Entwicklung
Ursprünglich hatte das Madison County eine Fläche von 70 % des gesamten damaligen Illinois-Territoriums. Alle weiteren Countys in Zentral- und Nord-Illinois sowie zwischen dem Mississippi und dem Wabash River sind aus diesem hervorgegangen.

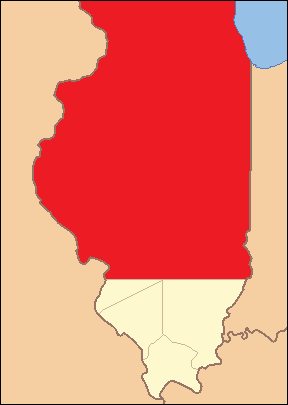
Das Madison County von seiner Gründung im Jahr 1812 bis 1815
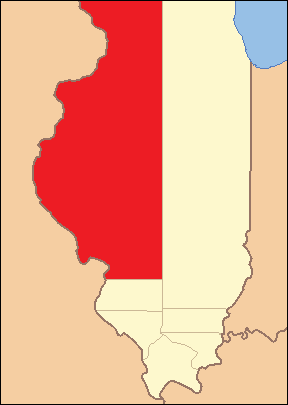
1815 bis 1817
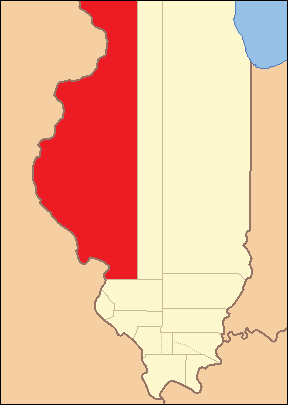
1817 bis 1821
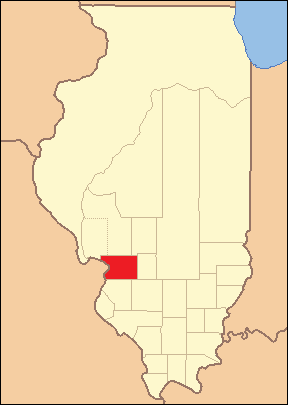
1821 bis 1825
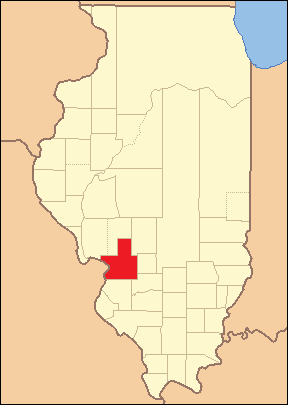
1825 bis 1829
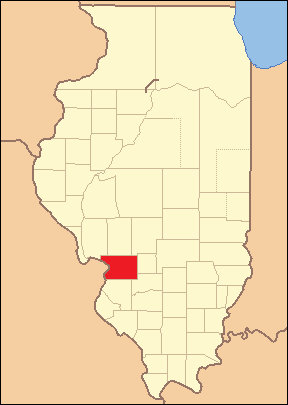
1829 bis 1843
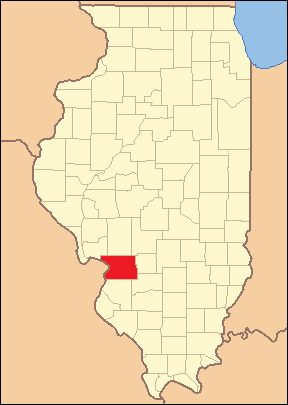
1843 bis heute

## Demografische Daten
Nach der Volkszählung im Jahr 2010 lebten im Madison County 269.282 Menschen in 107.219 Haushalten. Die Bevölkerungsdichte betrug 143,4 Einwohner pro Quadratkilometer. In den 107.219 Haushalten lebten statistisch je 2,41 Personen.
Ethnisch betrachtet setzte sich die Bevölkerung zusammen aus 88,2 Prozent Weißen, 7,9 Prozent Afroamerikanern, 0,2 Prozent amerikanischen Ureinwohnern, 0,8 Prozent Asiaten sowie aus anderen ethnischen Gruppen; 1,8 Prozent stammten von zwei oder mehr Ethnien ab. Unabhängig von der ethnischen Zugehörigkeit waren 2,7 Prozent der Bevölkerung spanischer oder lateinamerikanischer Abstammung.
22,9 Prozent der Bevölkerung waren unter 18 Jahre alt, 62,9 Prozent waren zwischen 18 und 64 und 14,2 Prozent waren 65 Jahre oder älter. 51,5 Prozent der Bevölkerung war weiblich.

Das jährliche Durchschnittseinkommen eines Haushalts lag bei 50.628 USD. Das Prokopfeinkommen betrug 25.873 USD. 13,1 Prozent der Einwohner lebten unterhalb der Armutsgrenze.

## Ortschaften im Madison County
Citys
| - Alton - Collinsville 1 - Edwardsville | - Granite City - Highland - Madison 1 | - Troy - Venice - Wood River |

Villages
| - Alhambra - Bethalto - East Alton - Fairmont City 1 - Glen Carbon | - Godfrey - Grantfork - Hamel - Hartford - Livingston | - Marine - Maryville - New Douglas - Pierron 2 - Pontoon Beach | - Roxana - South Roxana - St. Jacob - Williamson - Worden |

Census-designated places (CDP)
- Holiday Shores
- Mitchell
- Rosewood Heights

Andere Unincorporated Communities
| - Cottage Hills - Dorsey - Dunlap Lake - Eagle Park | - Kaufman - Lumaghi Heights - Midway - Moro | - Peters - Prairietown - State Park Place |

## Gliederung
Das Madison County ist in 24 Townships eingeteilt:
| Township              | Einwohner (2010) | FIPS     |
| --------------------- | ---------------- | -------- |
| Alhambra Township     | 1.674            | 17-00750 |
| Alton Township        | 27.865           | 17-01127 |
| Chouteau Township     | 8.226            | 17-14260 |
| Collinsville Township | 36.265           | 17-15612 |
| Edwardsville Township | 37.657           | 17-22710 |
| Fort Russell Township | 9.146            | 17-27130 |
| Foster Township       | 4.091            | 17-27182 |
| Godfrey Township      | 17.982           | 17-30107 |
| Granite City Township | 27.188           | 17-30939 |
| Hamel Township        | 2.526            | 17-32421 |
| Helvetia Township     | 8.646            | 17-33981 |
| Jarvis Township       | 14.232           | 17-38245 |

| Township             | Einwohner (2010) | FIPS     |
| -------------------- | ---------------- | -------- |
| Leef Township        | 628              | 17-42652 |
| Marine Township      | 2.243            | 17-46877 |
| Moro Township        | 3.551            | 17-50465 |
| Nameoki Township     | 12.685           | 17-51583 |
| New Douglas Township | 509              | 17-52428 |
| Olive Township       | 1.785            | 17-55834 |
| Omphghent Township   | 2.381            | 17-56068 |
| Pin Oak Township     | 3.916            | 17-60014 |
| St. Jacob Township   | 2.578            | 17-66872 |
| Saline Township      | 6.321            | 17-67275 |
| Venice Township      | 5.650            | 17-77486 |
| Wood River Township  | 31.537           | 17-83284 |

|  |